# Eyong Enoh
Eyong Tarkang Enoh (ur. 23 marca 1986 w Kumbie) – kameruński piłkarz grający na pozycji pomocnika.

## Osiągnięcia
- 2008: Piłkarz roku w RPA